# داربري محمد حسين ذيلائي (مارغون)
داربري محمد حسین ذیلائي (بالفارسية: داربری محمدحسین ذیلائی) هي قرية تقع في إيران في قسم مارغون الريفي. يقدر عدد سكانها بـ 271 نسمة .